# Flaggdagar i Nederländerna

Nederländernas flagga.

Flaggdagar i Nederländerna är dagar då offentliga myndigheter skall flagga med Nederländernas flagga. Följande flaggdagar är föreskrivna.
| Dag                      | Tillfälle                                                                          |
| 31 januari               | Prinsessan Beatrix födelsedag                                                      |
| 27 april                 | Kung Willem-Alexanders födelsedag och firande av Kungsdagen                        |
| 4 maj                    | Nationella dagen för åminnelse av döda (flaggan på halv stång kl. 18.00-20.15)     |
| 5 maj                    | Nationella befrielsedagen (befrielsen från den tyska ockupationen 1945)            |
| 17 maj                   | Drottning Máximas födelsedag                                                       |
| 15 augusti               | Dagen för andra världskrigets slut i Nederländska Ostindien (nuvarande Indonesien) |
| 3:e tisdagen i september | Riksmötets öppnande och uppläsningen av trontalet (endast i Haag)                  |
| 7 december               | Prinsessan Catharina-Amalias födelsedag                                            |
| 15 december              | Kungarikets dag, firande av Nederländernas utropande till kungarike                |